# Snakehead (roman)
Snakehead (titre original : Snakehead)  est le septième roman de la série Alex Rider écrite par Anthony Horowitz. Il a été publié le 31 octobre 2007 au Royaume-Uni puis le 7 novembre 2007 en France. Le titre provient des gangs asiatiques mêlés à la fraude de personnes, en leur fournissant des passeports illégaux, des visas, des armes, et plus encore. Snakehead commence directement après les événements du roman précédent, Arkange, où Alex se pose en Australie. Snakehead a été sélectionné pour les Booktrust Teenage Prize en 2008.

## Résumé
Pas de répit pour Alex Rider ! L'opération Arkange à peine terminée, l'adolescent se retrouve en Australie pour une nouvelle mission d'espionnage.
Alex doit infiltrer une filière d'immigration clandestine, le Snakehead, dirigée par le redoutable Major Yu. Cette fois, il s'agit de démanteler l'une des plus dangereuses organisations criminelles du monde. Ces nouvelles péripéties le conduisent sur la piste d'un personnage énigmatique, qui semble en savoir long sur la mort de ses parents... Alex trouvera-t-il la force de survivre à ce qu'il va apprendre ?